# 中市陽子
中市 陽子（なかいち ようこ、1974年（昭和49年）12月3日 - ）は大阪府出身の日本の柔道家。66kg級及び70kg級の選手。身長163cm

## 人物
箕面第一中学から箕面学園高校へ進むと、1年と2年の時に高校選手権66kg級の決勝で、柳川高校の佐野奈津子に有効と判定でそれぞれ敗れた。
1993年に拓殖短期大学へ進学すると、1年の時に正力杯と強化選手選考会で3位になった。2年の時にはイギリス国際に出場するが、決勝で地元イギリスのカレン・ロバーツに敗れた。体重別で3位になるが、強化選手選考会では決勝で住友海上の木本奈美に敗れて2位だった。
1995年には拓殖大学に編入することになった。3年の時には体重別の決勝であさひ銀行の石橋千里に敗れた。正力杯でも決勝で東海大学4年の藤本哲子に敗れた。福岡で開催されたユニバーシアードの個人戦では初戦で韓国の曹敏仙に敗れたが、団体戦では3位になった。優勝大会では1年後輩で185cm、120kgの妹尾ひでみなどとともにチームの優勝に貢献した。4年の時には体重別と優勝大会、 全国女子体重別で3位だった
。正力杯では決勝で大阪体育大学4年の酒向綾乃を横四方固で破って初優勝を飾った。1997年には近畿通関の所属となると、体重別では3位、実業個人選手権では決勝で住友海上の上野雅恵に敗れて2位だった。新階級区分となった全国女子体重別では70kg級に出場して3位になった。1998年には所属がミキハウスに変更となると、全国女子体重別では3位になった。1999年のオーストリア国際では3位になった。2000年の実業個人選手権では決勝で住友海上の貝山仁美を破って優勝した。

## 主な戦績
66kg級での戦績
- 1991年 -　高校選手権　2位
- 1992年 -　高校選手権　2位
- 1993年　- 正力杯　3位
- 1993年　- 強化選手選考会 3位
- 1994年　- イギリス国際　2位
- 1994年 -　体重別　3位
- 1994年　- 強化選手選考会 2位
- 1995年 -　体重別　2位
- 1995年　- 正力杯　2位
- 1995年　- ユニバーシアード　団体戦　3位
- 1995年 -　優勝大会　優勝
- 1996年 -　体重別　3位
- 1996年　- 正力杯　優勝
- 1996年 -　優勝大会　3位
- 1996年　- 全国女子体重別　3位
- 1997年 -　体重別　3位
- 1997年　- 実業個人選手権　2位

70kg級での戦績
- 1997年　- 全国女子体重別　3位
- 1998年　- 全国女子体重別　3位
- 1999年　- オーストリア国際　3位
- 2000年　- 実業個人選手権　優勝
- 2000年　- アメリカ国際　3位

(出典、JudoInside.com)